# 阿里斯蒂德·德·索萨·门德斯
阿里斯蒂德斯·德·索萨·门德斯（葡萄牙語：'Aristides de Sousa Mendes，葡萄牙語發音：[ɐɾiʃˈtiðɨʒ ðɨ ˈsowzɐ ˈmẽdɨʃ]；1885年7月19日—1954年4月3日）是葡萄牙外交官，领事。
在第二次世界大战期间，他作为葡萄牙驻法国波尔多地区总领事，违反葡萄牙时任总理萨拉查的权威命令，向逃离納粹德國的欧洲难民（大部分为犹太人）签发葡萄牙签证和护照。为此，他受到了萨拉查政权的惩处。在门德斯去世的20年后，康乃馨革命爆发，萨拉查的统治被推翻，新葡萄牙议会正式承认了他的义举，并撤回了对他的所有指控。
1966年，他被以色列政府授予國際義人称号。

## 生平

### 早年
1885年7月19日午夜，门德斯出生于葡萄牙中部維塞烏區卡瓦纳斯-德维里亚托的一个中下层贵族家庭。父亲是科英布拉上诉法院的法官。他有一个双胞胎哥哥：塞萨尔（César）。他们在科英布拉大学学习法律，并于1908年获得法学学位。毕业后，门德斯没有成为律师，而是开始从事外交工作，先后任职于巴西、美国、西班牙、比利时等地的葡萄牙领事馆。而哥哥塞萨尔后来则成为了萨拉查政权的外交部长（1932年）。
门德斯经常直言不讳地发表自己的独到见解。1919年8月，在巴西担任领事时，他被巴西外交部怀疑敌对当地共和政权，而被暂时停职。没有工资的他被迫依靠贷款维持生计，辗转回到了葡萄牙。1921年，他又被分配到了葡萄牙驻旧金山领事馆。在此期间，他帮助了加州大学伯克利分校建立了葡萄牙语研究项目。1923年，他坚持要求符合条件的签证申请人为葡萄牙慈善机构捐款，这激怒了一些葡萄牙裔美国人，甚至举行了抗议活动。最终，美国国务院决定取消他的领事执法资格，这使他无法在旧金山使馆继续工作。
1926年5月28日，葡萄牙发生军事政变，共和国统治被推翻，萨拉查军事独裁政权建立。门德斯开始支持新政权，并被重新得到重用。 1927年3月，他来到西班牙維戈担任使馆领事，并帮助西班牙新政权中立了反对派。 1929年，他被派往比利时安特卫普，担任领事团长官。 1938年，他被任命为葡萄牙驻法国波尔多总领事，负责法国西南部事务。

### 第14号公告
为进一步防止外族入境对政权造成的干扰，1938年10月28日，萨拉查政府向领事代表发出了第10号公告（Circular 10），全面禁止犹太人在葡定居，仅允许发放最长停留30天的旅游签证。
1939年9月1日，纳粹德国闪击波兰，第二次世界大战爆发，萨拉查宣布葡萄牙维持中立，不偏向轴心国和同盟国任意一方。在9月至12月期间，约有9000名难民进入了当时相对安全的葡萄牙。11月11日，萨拉查政府颁发第14号公告（Circular 14），开始限制犹太人进入葡萄牙，并限制各地领事馆的签证发放权。

### 克鲁格的回应

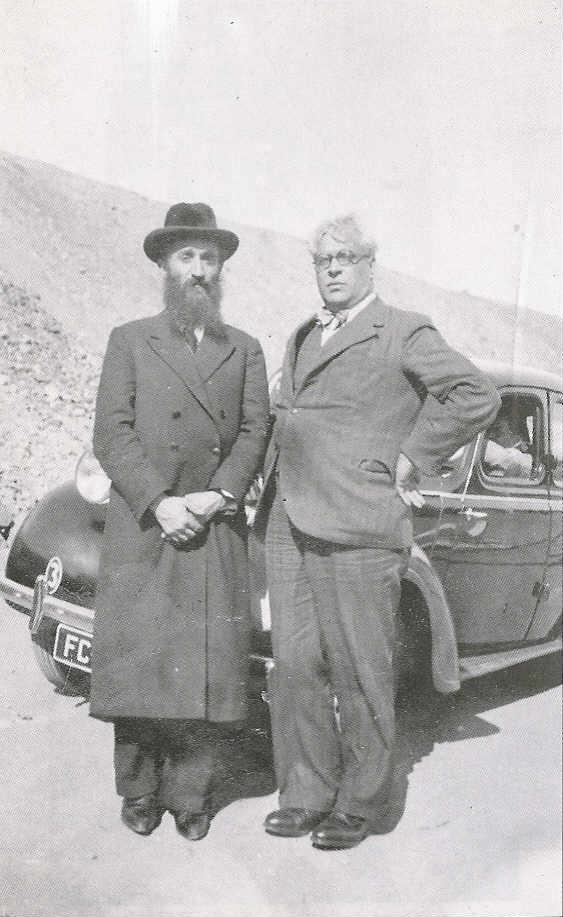
克鲁格和门德斯，1940年

来自布鲁塞尔的犹太拉比克鲁格（Kruger）是门德斯1940年初在波尔多结交的好友。门德斯无视第14号公告，向克鲁格发放了签证。然而，克鲁格拒绝接受。他说：“我不能单独接受这一份签证，却把我的教众（波尔多的犹太难民）留在身后。”克鲁格的回应，使门德斯陷入了“难以估量的道德危机”之中。 
1940年5月，英、法、比、荷等西欧诸国接连被纳粹德国击败，英法盟军被围困在敦克尔克，绝望的难民们大量涌入波尔多等法国南部城市。身为总领事的门德斯感到精神崩溃，不知道是否应该尽可能多地发放签证，以牺牲自己为代价，拯救众多难民。他在1940年6月13日给女婿的信中写道：

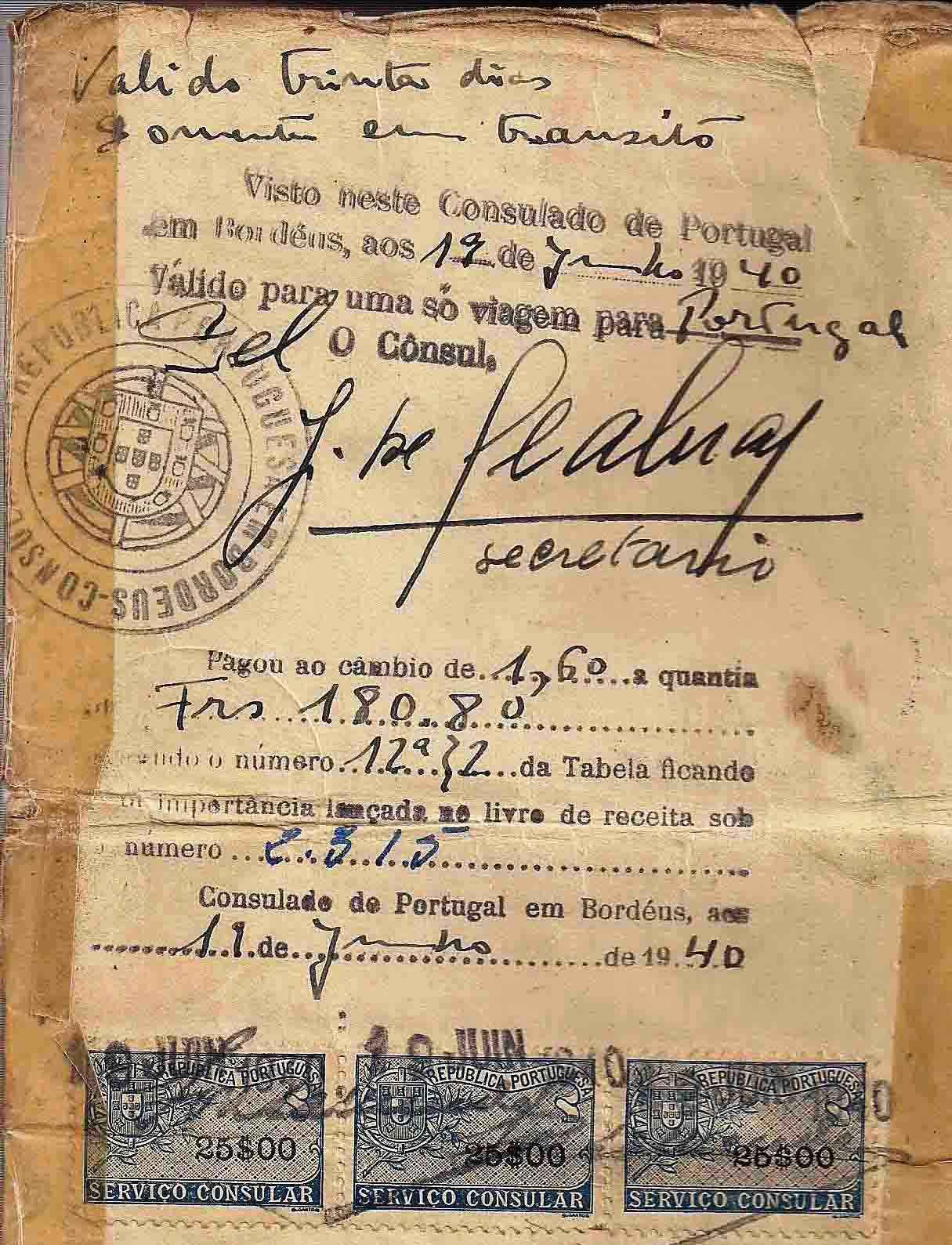
“生命签证”

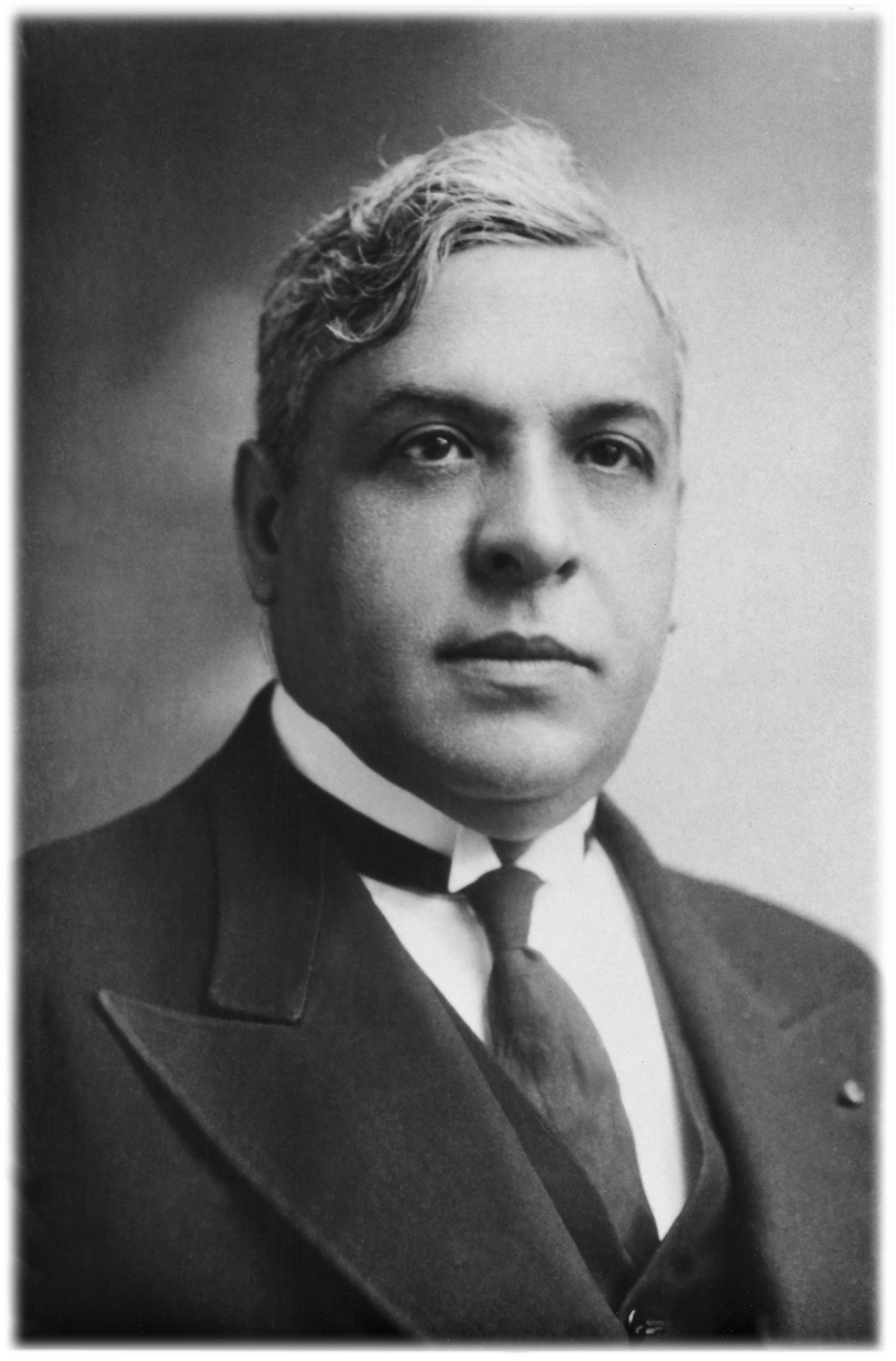
门德斯, 摄于1940年

|  | 这里的情况非常糟糕，我因强烈的精神崩溃瘫痪在床上...... |

### 重要决定
1940年6月17日，时任法国总理菲利普·贝当下令法军停火，开始与纳粹德国谈判停战协议。就在同一天，门德斯被一股“神圣的力量”所驱使，做出了重要决定。他的儿子佩德罗·努诺（Pedro Nuno）回忆：
|  | 我的父亲站起来，恢复了往日的沉静，但情绪十分激动。他刮净胡子，整理好衣服，然后大步走出卧室，打开领事馆大门，并大声宣布：“从现在起，我将给每个人发放签证。从此将不再有国籍、种族和信仰的界限。”父亲还告诉我们，他已经听到了内心深处来自上帝的声音。他已经清楚地知道了自己应该如何去做。 |

门德斯的决定遭到了女儿等人的强烈反对，但他却不顾这些，集中精力批发签证。他说：“我宁愿与上帝站在一起，也不愿与世俗同流合污而反抗上帝。”在妻子、秘书以及其他一些难民的共同帮助下，他简化了签证申请程序。据犹太电报局报道，在当时，人口刚刚超过700万的葡萄牙已收到约200万份签证申请。
葡萄牙驻西班牙大使特奥托尼奥·佩雷拉（Teotónio Pereira）听说了门德斯的行动，迅速前往法国和西班牙边境，试图制止这项活动。佩雷拉指责门德斯的行为是在包庇“失败者”，破坏了葡萄牙的政治统一。他依仗萨拉查的权威，宣布有门德斯署名的签证全部无效。 
6月22日，法德签署停战协议。6月24日，门德斯收到了萨拉查的召回令，被迫启程回国。一路上，他继续向被困在法国的难民发放葡萄牙签证。他的儿子John-Paul Abranches讲述了一个故事：
|  | 当父亲的公车抵达法国边境城镇昂代时，一大群难民正滞留在检查站附近，工作人员正通过电话向葡萄牙政府核实情况。原来，他们的签证上有门德斯签名，而被拒之门外。父亲命令司机放慢速度，挥手让难民们跟随他来到一个没有电话等通讯设施的边境检查站。在出示了外交证件后，父亲带领着难民越过边界，走向自由。 |

之后，在阿姆扎拉克（Amzalak）等学者的干涉下，门德斯签发的签证继续有效；萨拉查也迫于压力，在6月26日授权犹太移民援助协会（HIAS-HICEM）的办事处由巴黎转移至里斯本。

### 遭受处分
1940年7月8日，在返回里斯本后，门德斯立即受到了纪律处分，并受到“违反第14号公告”等指控。8月12日，门德斯对这些指控进行了辩解，他对自己的动机进行了说明： 
|  | 我正是为了拯救那些饱受战争摧残的难民：有人失去了挚爱的另一半，有人失去了刚出生的孩子，还有的人亲眼目睹了亲人消失在战斗机的狂轰乱炸中......还有，在这些难民中，有来自不同地区的杰出人士：政治家、大使、政府高官、将军、学者、信使......如果他们落入敌人的手中，就只有死路一条......来自被纳粹德国占领的奥地利、捷克、波兰等国家的官员们将被作为叛乱分子而枪杀；同时还有许多无辜的比利时人、荷兰人、法国人、卢森堡人甚至是英国人......犹太人已经受到了法西斯的残酷压迫，他们正想方设法逃脱迫害。我不能因为死板的遵守命令，而区分人种和民族的界限。对于损毁国家荣誉的指控，事实应该是这样：当我离开巴约讷时，我被数百人包围，大家拍手称赞——因为有我，葡萄牙这个国家被欧洲人民所尊重...... |

1940年10月19日，纪律审裁委员会宣布，对门德斯“在职期间违反上级命令”的判决生效，并建议将其降级处分。10月30日，萨拉查保留这一建议，直接宣布了自己的判决。门德斯被处以一年停职休整，期间每月只能得到正常薪资的一半，一年后提前退休。与门德斯有关的档案全部被密封。
同时，门德斯也受到了萨拉查当局的法外惩罚——几乎全家被拉入黑名单，形同流放。有一次，他和家人来到里斯本的犹太社区食堂吃饭。有人告诉他：食堂是为犹太难民准备的。门德斯说：“我们也是难民。”

### 晚年
在晚年，门德斯被众多同事、朋友甚至近亲疏远。他曾乐观地认为自己会被国家平反昭雪。然而就在二战结束的1945年，他不幸中风，身体部分瘫痪，无法工作。他希望族人们能将他的经历整理成文章并公开发表。 他的儿子和一些兄弟尽其所能，设法让萨拉查撤销对门德斯的惩处，但最终还是无济于事。门德斯从未后悔过自己的行为。在给律师的信中，他写道：
|  | 是的，我承认自己没有服从政府的命令，但这并未损毁我的地位。我眼前的难民们相信我，他们在我的配合下，竭尽全力逃离希特勒的迫害。对我来说，上帝之法比政府命令更加重要，它是我一生遵循的真理。耶稣告诉我们：爱邻如爱己。” |

1954年4月3日，门德斯在贫困潦倒中去世，享年68岁。

## 争议与批评
1941年，门德斯在受到年薪减半惩罚后，每月还能得到1593葡萄牙埃斯库多。事实上，在当时在葡萄牙，中学教师的平均月薪只有500埃斯库多。

## 荣誉与纪念

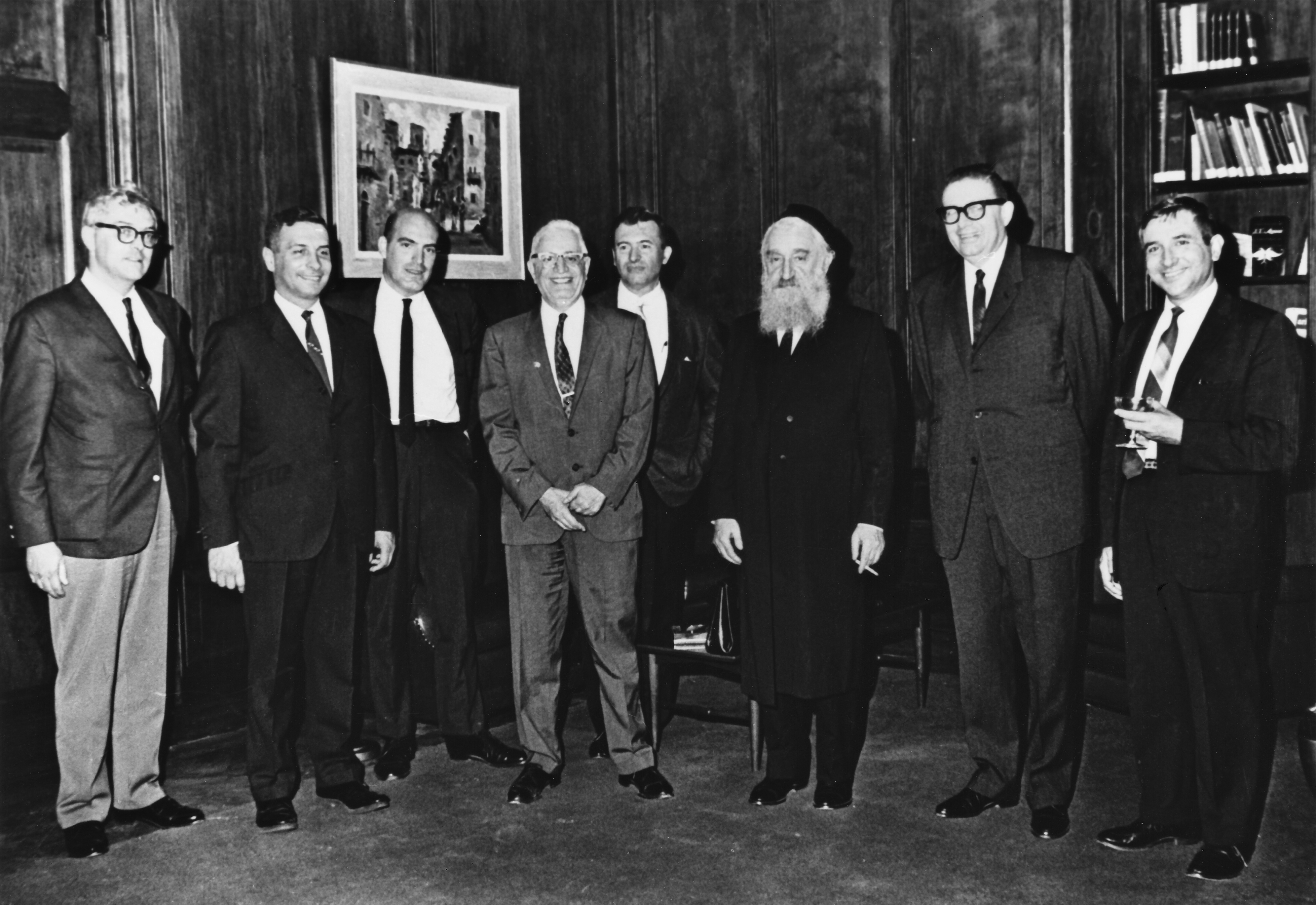
以色列猶太大屠殺紀念館对门德斯的悼念会

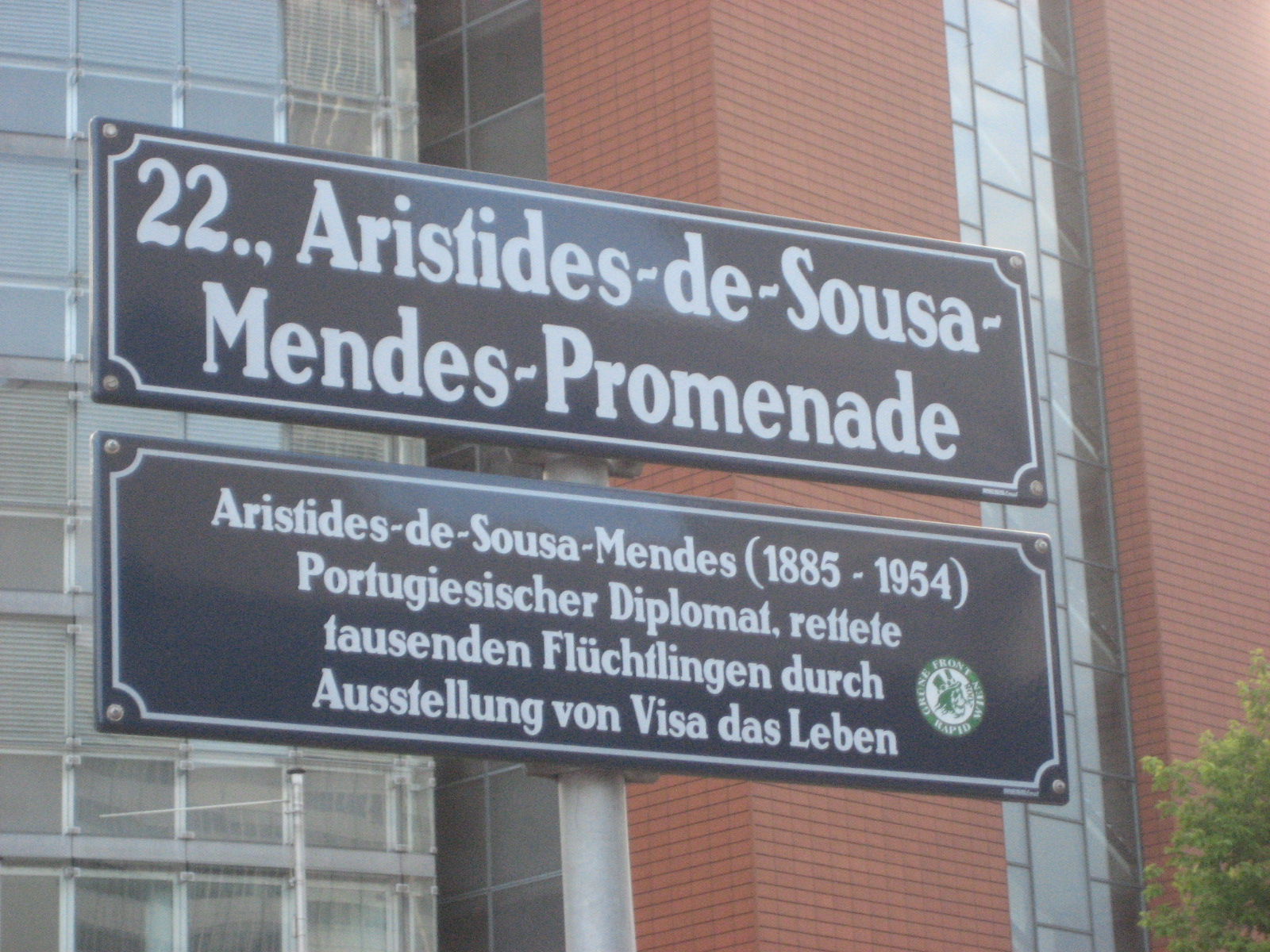
维也纳的门德斯广场

1966年，以色列政府授予门德斯国际义人称号。
1995年，葡萄牙为门德斯举行了为期一周的全国致敬活动。为纪念这一盛会，政府还发行了一套纪念邮票。时任葡萄牙总统马里奥·苏亚雷斯称赞门德斯是“葡萄牙20世纪最伟大的英雄”。
2005年5月11日，门德斯的纪念活动在巴黎联合国教科文组织总部举行。
2007年初，葡萄牙媒体发动了全国“最偉大的葡萄牙人”评选活动。3月25日，最终排名发表，门德斯位列第三，仅次于葡萄牙共产党领袖阿尔瓦罗·库尼亚尔（2005年逝世）和萨拉查。
2010年9月24日，索萨·门德斯基金会在美国成立。基金会旨在为门德斯的纪念工作筹集资金。
2011年3月3日，门德斯在家乡的住宅帕萨尔公馆（Casa do Passal）被葡萄牙政府指定为国家性质的纪念馆。2014年6月20日，欧盟和葡萄牙政府拨款316,000欧元，开始重新整修该纪念馆。2016年9月1日，索萨·门德斯基金会已投入超过25,000美元，用于帕萨尔公馆项目的翻新建设。
2013年1月，纽约联合国总部举行了缅怀犹太大屠杀受难者国际纪念周活动。艾美奖得主迈克尔·金导演的电影《救援者》在会议厅放映。影片记录了门德斯等12名不同国家的外交官在大屠杀期间的英雄壮举。
2017年4月4日，葡萄牙总统马塞洛·雷贝洛·德索萨前往门德斯的家乡維塞烏區，向他追发了葡萄牙自由骑士团十字勋章，追认表彰他在二战期间的义举。

## 被门德斯救下的著名人物
学术界

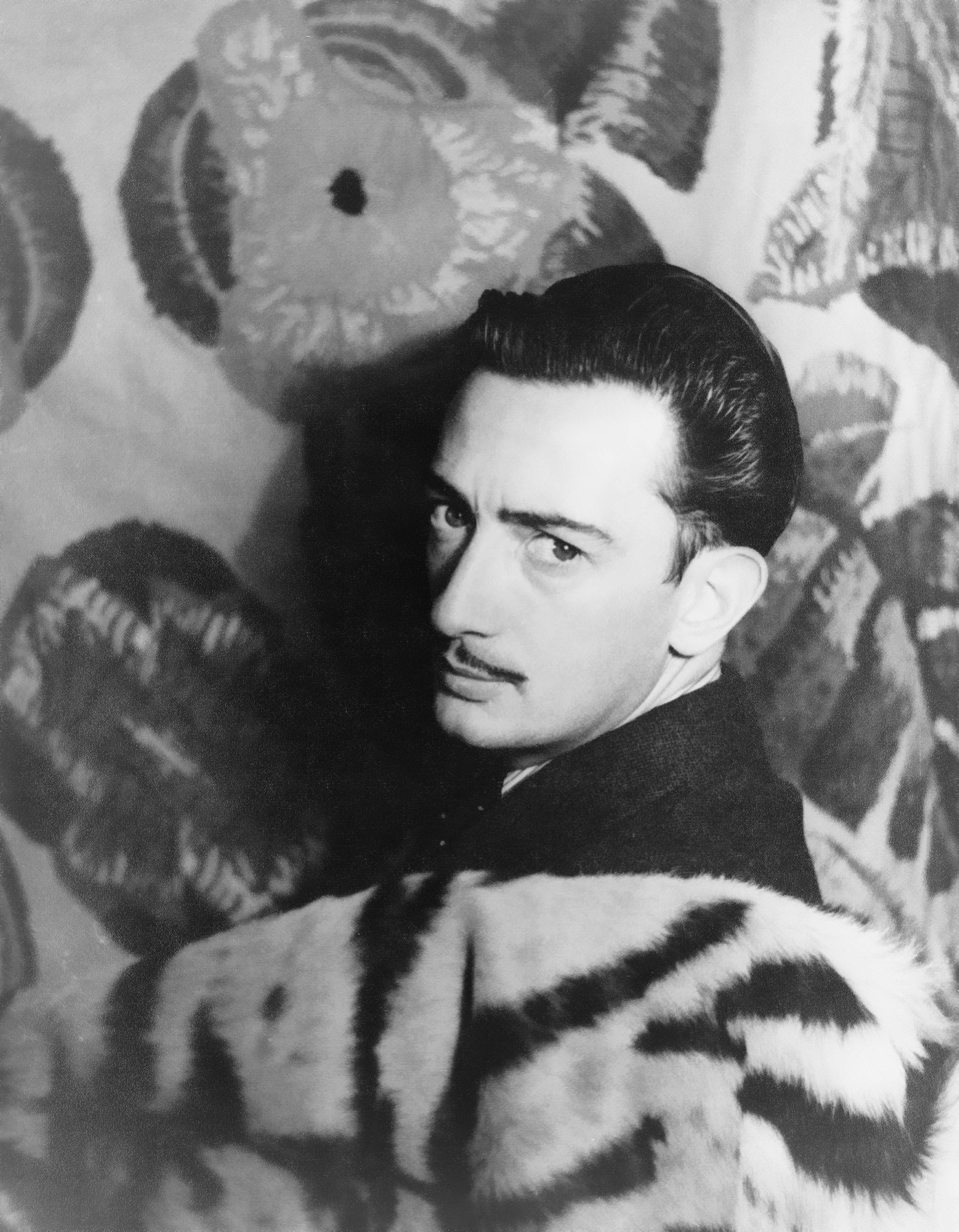
萨尔瓦多·达利

- Roger Hahn，加利福尼亚大学伯克利分校历史学名誉教授。[48]
- Daniel Mattis，犹他大学物理学名誉教授。[49]

艺术界
- 萨尔瓦多·达利，西班牙超现实主义画家，与毕加索和米罗一同被认为是西班牙20世纪代表画家。[50]
- 马塞尔·戴利奥，法国著名男演员，出演过《大幻影》（1937）、《游戏规则》（1939）。[51]
- 罗伯特·蒙哥马利，美国演员、导演。[52]
- Hugo Haas, 捷克演员，导演。[53]
- Witold Małcużyński，波兰著名钢琴家。[54]
- 亨德里克·马斯曼（Hendrik Marsman）, 荷兰诗人。[55]

政治界
- 约瑟夫·贝希，卢森堡政治家，首相（1926-1937，1953-1958）。[56]
- 夏洛特女大公， 卢森堡纪尧姆四世的次女，卢森堡第二位女大公。[57]
- 皮埃尔·杜蓬，卢森堡政治家，首相（1937-1953）。[58]
- 奥托·冯·哈布斯堡，奥匈帝国末位皇储。[59]

## 资料来源
- Afonso, Rui. . 里斯本: Editorial Caminho. 1995. ISBN 9722110047 （葡萄牙语）.
- Fralon, Jose-Alain. . 英格兰: 维京出版社. 2000. ISBN 9780670888030 （英语）.
- Hoare, Samuel. . 英国: 柯林斯出版社. 1946 （英语）.
- Lochery, Neill. . 美国: 公共事务出版社. 2011  [2018-07-23]. ISBN 9781586488796. （原始内容存档于2020-09-29） （英语）.
- Milgram, Avraham. . 以色列犹太大屠杀纪念馆. 2011. ISBN 9789653083875 （英语）.
- Pimentel, Irene. . 里斯本: A Esfera do Livros. 2006. ISBN 9789896261054 （葡萄牙语）.
- Wheeler, Douglas. . Luso-Brazilian Review (威斯康星大学出版社). 1989  [2014-03-19]. doi:10.2307/3513337 （英语）.